# Junior Touring Car Championship
Junior Touring Car Championship, förkortas JTCC, var ett svenskt standardvagnsmästerskap för juniorer. Tävlingarna kördes i samband med Swedish/Scandinavian Touring Car Championships tävlingshelger. Serien ersattes av Clio Cup JTCC till säsongen 2012. Många unga löften passerade genom klassen och tog sedan vägen vidare i svensk samt internationell racing.

## Säsonger
| År   | Mästare         | Tvåa             | Trea               |
| ---- | --------------- | ---------------- | ------------------ |
| 2011 | Kim Andersson   | Erik Jonsson     | Andreas Wernersson |
| 2010 | Joakim Forsell  | Rasmus Mårthen   | Kevin Engman       |
| 2009 | Linus Ohlsson   | Andreas Ahlberg  | Kevin Engman       |
| 2008 | Alexander Graff | Marcus Ekström   | Marcus Fluch       |
| 2007 | Thomas Faraas   | Joakim Ahlberg   | Martin Öhlin       |
| 2006 | Roger Eriksson  | Thomas Faraas    | Mårten Sahlström   |
| 2005 | Jocke Mangs     | Daniel Andersson | Roger Eriksson     |